# État ethnique
L'État ethnique ou ethno-État est un projet séparatiste racial et ethno-nationaliste visant à créer un État réservé aux personnes d'une même ethnie.
Le projet d'État ethnique existe notamment chez les nationalistes blancs, les nationalistes noirs, les nationalistes juifs en Israël et les nationalistes amérindiens du Pérou.

## Ethno-État blanc
Aux États-Unis, l'idée de création d'un ethno-État blanc est populaire parmi les extrémistes blancs comme le Ku Klux Klan, les Skinheads d'extrême droite et parmi l'Alt-right.
Le Troisième Reich peut être considéré comme un ethno-État germanique.

### Géographie
Historiquement aussi bien que dans les temps modernes, de nombreux séparatistes blancs ont proposé le nord-ouest des États-Unis (Washington, Oregon, Idaho et une partie du Montana) comme lieu d'implantation d'un ethno-état blanc. Cet impératif territorial nord-ouest a été proposé par Richard Girnt Butler, Robert Jay Mathews, David Lane et Harold Covington, l'organisation The Order, l'organisation néo-nazie Christian Identity, Aryan Nations, les skinheads de Volksfront entre autres. L’Impératif territorial du Nord-Ouest recoupe également le mouvement indépendantiste Cascadia, qui cherche également à créer une république indépendante entre le Nord-Ouest et certaines parties du nord de la Californie aux États-Unis et la Colombie-Britannique et au Canada. En outre, d'autres régions ont envisagé de créer un ethno-État blanc potentiel, la Ligue du Sud (LS) veut créer un état du Sud, en raison de son histoire de sécessionnisme et de son statut de nation indépendante les États confédérés d'Amérique (1861-1865). Le Shield Wall Network (SWN) de Billy Roper, une organisation néo-nazie basée à Mountain View, dans l'Arkansas, cherche à construire un "ethno-état blanc" dans la région d'Ozark et est affilié à d'autres groupes séparatistes tels que le Ku Klux Klan (KKK) Le Knights Party est situé près de Harrison (Arkansas), de la Ligue du Sud (LS) et du National Socialist Movement (NSM) et du Front nationaliste défunt.

## Ethno-état noir
Louis Farrakhan, leader du mouvement séparatiste noir Nation of Islam s'est exprimé en faveur de la création d'un état ethnique pour les noirs.